# Marie-Laurence Haack
Pour les articles homonymes, voir Haack.
 (juin 2021).
Marie-Laurence Haack est une historienne et étruscologue française, professeure d'histoire ancienne à l'université de Picardie Jules-Verne depuis 2011.

## Biographie
Docteur de l'université Paris IV Sorbonne en 2000 avec une thèse sur Les haruspices dans le monde romain dirigée par Dominique Briquel, elle a successivement été maîtresse de conférences en histoire romaine à l'université d'Artois (2000-2007), professeur d'histoire ancienne à l'université de Limoges (2007-2011) et est actuellement professeur à l'université de Picardie Jules-Verne depuis 2011.
Elle a été membre Junior de l’Institut universitaire de France (IUF) et elle est membre de l'Istituto Nazionale di Studi Etruschi e Italici. Elle siège au conseil national des universités (21e section) et elle a fait partie jusqu'en 2021 du jury d’agrégation externe d’histoire.

## Recherches

### La religion étrusque
Marie-Laurence Haack a étudié l’adoption et l’adaptation d’une partie de la divination étrusque par les Romains. Puis, elle a analysé la formation de l’identité étrusque au sein de l’Italie préromaine et républicaine, par confrontation, emprunts et réemploi de rites et de croyances des Grecs, des Phéniciens et des Italiques.

### La langue étrusque
Elle a dirigé un programme de l’Agence nationale de la recherche (ANR) Jeunes chercheurs sur les inscriptions funéraires d’Étrurie. L’étude a donné lieu à une analyse de la société des morts, à travers la diversité de l’équipement funéraire, les mécanismes techniques d’association ou de dissociation, de ressemblance ou de dissemblance et de la localisation. Elle a permis d’examiner quelle est la validité d’une distinction entre monde des vivants et monde des morts.

### L'historiographie de l’étruscologie
Dans un programme financé par l’Institut universitaire de France (2011-2016), elle a mis en parallèle l'élaboration d’un savoir historique sur les Étrusques et la construction des États-nations européens du XXe siècle. Elle a montré combien la fabrique scientifique de l’étruscologie est liée au statut des Étrusques dans les processus de construction et de reconstruction nationale des États européens. Elle s’est en particulier intéressée à l’image des Étrusques dans l’Italie fasciste et dans l’Allemagne nazie.

### La femme étrusque
Elle a analysé la place du couple et de la femme dans la famille étrusque, étudiant le cas des urnes dont les couvercles représentent des époux.

## Ouvrages
- Les haruspices dans le monde romain, Bordeaux,  Ausonius Éditions, coll. « Scripta Antiqua », 2003
- Prosopographie des haruspices romains, Pise - Rome, Istituti Editoriali e Poligrafici Internazionali, 2006
- Écritures, cultures, sociétés dans les nécropoles d’Italie ancienne : table-ronde des 14-15 décembre 2007 : mouvements et trajectoires dans les nécropoles d’Italie d’époque orientalisante, archaïque et hellénistique, ENS-Paris, Bordeaux, 2009.
- La construction de l'étruscologie au début du XXe siècle (dir.), Bordeaux, Ausonius Éditions, coll. « Scripta Receptoria », 2015
- Les Étrusques au temps du fascisme et du nazisme (dir.), Bordeaux, Ausonius Éditions, coll. « Scripta Receptoria », 2016
- L’étruscologie dans l’Europe d’après-guerre, Bordeaux, Ausonius Éditions, coll. « Scripta Receptoria », 2017
- À la découverte des Étrusques, Paris, Éditions La Découverte, 2021